# ۷۶۲ (میلادی)
۷۶۲ (میلادی) هفتصد و شصت و دومین سال تقویم میلادی است.

## درگذشتگان
‎